# Renata Ruiz
Renata Ruiz Pérez (Santiago del Cile, 9 maggio 1984) è una modella cilena.
Nel 2001 ha vinto il concorso di bellezza Elite Model Look Cile, ed a settembre dello stesso anno ha preso parte all'edizione internazionale del concorso, che si è tenuto a Nizza, in Francia. La Ruiz ha gareggiato contro più di sessanta altre delegate nazionali di quaranta nazioni. La vincitrice alla fine è stata la tedesca Rianne Ten Haken, mentre Renata Ruiz si è classificata alla seconda posizione.
Successivamente Renata Ruiz ha ottenuto il titolo di Miss Cile ed ha quindi rappresentato il Cile a Miss Universo 2005 in Thailandia. In quell'occasione la Ruiz non è riuscita a classificarsi fra le finaliste del concorso, che alla fine è stato vinto dalla canadese Natalie Glebova.
In seguito alle esperienze nei concorsi, la modella cilena ha intrapreso la carriera di modella professionista. Oltre ad essere comparsa sulle copertine di varie riviste cileni, la Ruiz ha sfilato per Comme des Garçons, Dries Van Noten, Guy Laroche, Hermès e Scherrer.

## Agenzie
- Elite Model Management